# پالما سوریانو
پالما سوریانو (به اسپانیایی: Palma Soriano) یک منطقهٔ مسکونی در کوبا است که در استان سانتیاگو د کوبا واقع شده‌است. پالما سوریانو ۸۴۵٫۸ کیلومتر مربع مساحت و ۱۲۴٬۵۸۵ نفر جمعیت دارد و ۱۵۰ متر بالاتر از سطح دریا واقع شده‌است.